# São José do Divino (Minas Gerais)
São José do Divino é um município brasileiro do Estado de Minas Gerais. Localiza-se no Vale do Rio Doce. Sua população recenseada em 2022 era de 3 464 habitantes.

## História
O povoado de São José do Divino surgiu em 1932, quando o Capitão Messias Gonçalves e sua turma, de volta de uma viagem que fizeram a Itambacuri, por ali passaram, encontrando os primeiros moradores, quais sejam, as famílias de José Moreira, Manoel Ribeiro Viana, Dornélio Martins da Cruz, João Ciriaco e Machado Oliveira. Achando o local de boa acolhida, resolveu o Capitão Messias Gonçalves, passar alguns dias na região, ocasião em que resolveu marcar posse de terras para as famílias que chegavam. Sendo grande o número de famílias que vieram a procura de terras para a lavoura, aproveitou para demarcar o local onde seria erguido um futuro povoado, batizando-o por São José do Divino, em homenagem a São José, e por estar à margem do Córrego do Divino.
Em 1935, o padre capuchinho, Frei Inocêncio de Cômisa, vindo de São Jorge(hoje Nova Módica), chega a São José do Divino, celebrando missa na capela mandada construir por Dornélio Martins. De imediato, o Frei Inocêncio mandou abrir uma estrada ligando São José do Divino a São Jorge, ficando a administração a cargo do senhor Benjamim Soares, em 1942.
Com a abertura da estrada, Itambacuri estaria ligado aos mais distantes povoados, o que permitiria facilidade de progresso para a região.
Em seu território encontra-se o distrito Machado o único distrito de São José do Divino em Minas gerais. Distrito Machado foi povoado em 1930 pela família Machado Oliveira, a família desmatou o local, fazendo plantações e residindo no local e por isso se dá o nome distrito Machado, com uma  Escola Municipal vereador wanderley caetano Gonçalves, "antiga escola municipal Duque de Caxias", igreja católica Nossa Senhora Aparecida com cemitério no fundo igreja, cemitério Nossa Senhora Aparecida e posto de saúde José Francisco Firmino Rodrigues
Há 18 km da cidade de São José do Divino, qual no caminho se ver a Pedra Riscada, o maior paredão de pedra das Américas.
O distrito do Machados habita pessoas acolhedora e receptivo.

## Geografia
Localiza-se a uma latitude 18º28'43" sul e a uma longitude 41º23'22" oeste, estando a uma altitude de 340 metros. Sua população estimada em 2004 era de 3.667 habitantes.
Dentro de seus limites se encontra o maior paredão de pedra das Américas. Trata-se da Pedra Riscada, um monólito de granito com 1.260 metros de altura do solo ao topo. Faz parte do maciço da Serra dos Aimorés, numa região que concentra os maiores afloramentos de granito do Brasil.